# Pouvrai
Pouvrai település Franciaországban, Orne megyében. Lakosainak száma 103 fő (2022. január 1.). Pouvrai Igé, Bellou-le-Trichard, Nogent-le-Bernard és Saint-Cosme-en-Vairais községekkel határos.

## Népesség
A település népességének változása:
| Lakosok száma | 113  | 109  | 115  | 107  | 105  | 103  | 102  | 102  | 103  |
|               | 2013 | 2015 | 2016 | 2017 | 2018 | 2019 | 2020 | 2021 | 2022 |